# Шахрайство з електронною поштою
Шахрайство з електронною поштою є навмисним обманом з метою особистої вигоди, або щоб завдати шкоди іншій особі за допомогою електронної пошти. Майже одразу як тільки електронна пошта стала широко використовуватися, цим розпочали користуватися шахраї. 
Шахрайство з електронною поштою може мати форму «ігри в афери» або шахрайства. Трюки впевненості, як правило, використовують притаманну жадібність і нечесність своїх жертв. Перспектива «торгувати» або «щось за безцінь» може бути дуже привабливою. Шахрайство з електронною поштою, як і інші схеми, зазвичай спрямовані на наївних людей, які довіряють схемам швидкого збагачення. Сюди входять інвестиції «занадто добре, щоб бути правдою» або пропозиції про продаж популярних товарів за «неможливо низькими» цінами. Багато людей втратили свої заощадження через шахрайство з електронною поштою.

## Види шахрайства

### Спуфінг
Електронний лист, надісланий від когось, який видає себе за когось іншого, називається спуфінгом. Спуфінг може відбуватися кількома способами. Загальним для всіх них є те, що справжнє ім’я відправника та походження повідомлення приховуються або маскуються від одержувача. У багатьох випадках шахрайства електронною поштою використовується принаймні підробка, і оскільки більшість шахрайств є явно злочинними діями, злочинці зазвичай намагаються уникнути легкого відстеження.

### Фішинг
Деякі фальшиві повідомлення нібито надійшли від існуючої компанії, можливо, тієї, з якою передбачувана жертва вже має ділові відносини. «Приманкою» у цьому випадку може здатися повідомлення «відділу шахрайства», наприклад, банку жертви, яке просить клієнта: «підтвердити свою інформацію»; «увійти до свого облікового запису»; "створити новий пароль" або подібні запити. Замість того, щоб перейти на вебсайт, якому вони довіряють, вони спрямовуються на сторінку з ідентичним виглядом з іншою URL-адресою. Після введення даних для входу зловмисники можуть бачити їх ім’я користувача та пароль. У багатьох випадках фішингові електронні листи можуть здаватися доброякісними – наприклад, повідомлення, яке сповіщає одержувача про те, що у нього є новий запит на дружбу на платформі соціальних мереж. Незалежно від того, наскільки невинним є повідомлення саме по собі, воно завжди приведе жертву на дубльовану вебсторінку з підробленим запитом на вхід.

### Фальшиві пропозиції
Випадками спроби шахрайства можуть бути повідомлення електронної пошти з проханням придбати товари чи послуги. Шахрайська пропозиція зазвичай містить популярний товар або послугу за значно зниженою ціною.
Товари можуть бути запропоновані до їх фактичної наявності. Наприклад, найновіша відеогра може бути запропонована до її випуску, але за ціною, подібною до звичайного продажу. У цьому випадку «фактор жадібності» — це бажання отримати те, чого ніхто не має, і раніше, ніж усі інші, а не зниження ціни. Звичайно, товар ніколи не доставляється, оскільки спочатку це не була законна пропозиція.
Така пропозиція навіть може бути не більше ніж спробою фішингу отримати інформацію про кредитну картку жертви з метою використання цієї інформації для шахрайського отримання товарів або послуг, оплачених нещасною жертвою, яка може не знати, що її обманули, доки не кредитна картка була "вичерпана".

### Прохання про допомогу
Тип шахрайства електронною поштою "запит на допомогу" має таку форму: надсилається електронний лист із запитом на допомогу якимось чином. Однак за цю допомогу входить винагорода, яка виконує роль «гачка». Нагородою може бути велика сума грошей, скарб або якийсь артефакт імовірно великої цінності.
Цей тип шахрайства існував принаймні з часів Відродження, відомий як афера « іспанський в’язень » або «турецький в’язень». У своїй початковій формі ця схема має на увазі, що шахрай листується із заможною людиною, яка була ув’язнена під фальшивою особою, і покладається на довіреного художника, щоб зібрати гроші, щоб забезпечити його звільнення. Шахрай каже « марці » (жертві), що йому «дозволено» давати гроші, за що він повинен розраховувати на щедру винагороду, коли в’язень повернеться. Впевнений художник стверджує, що вибрав жертву за її репутацію чесності.

### Інші види
- Компрометація ділової електронної пошти – це клас шахрайства з електронною поштою, коли співробітників з привілейованим доступом (наприклад, до фінансів компанії) обманюють, щоб здійснити недійсні платежі або встановити програмне забезпечення- вимагач.
- Нігерійські листи з передоплатою, який також називають шахрайством 419, нігерійським шахрайством, нігерійським банківським шахрайством або пропозицією нігерійських грошей. У цій афері іноді використовується емблема нігерійського сенату .
- Лотерейне шахрайство: жертві часто повідомляють, що її ім’я або адресу електронної пошти було обрано шляхом випадкового комп’ютерного голосування та спонсорувало маркетингова компанія. Щоб отримати так званий виграш, жертву просять надати реквізити свого банківського рахунку та іншу особисту інформацію. Потерпілого просять зв’язатися з представником компанії.
- Електронний лист ФБР: стверджується, що є «офіційним наказом» відділу ФБР по боротьбі з тероризмом та фінансовими злочинами від імовірного підрозділу ФБР в Нігерії, підтверджує спадщину або містить повідомлення про лотерею, інформуючи всіх одержувачів, що вони названі бенефіціаром мільйони доларів. [1]
- Вбивство на замовлення: на вхідну скриньку жертви надсилається електронний лист, імовірно, від вбивці, якого найняв «близький друг» одержувача, щоб убити його чи її, але надсилач відкликає вбивство в обмін на велику суму грошей. Зазвичай це підкріплюється попередженням, що якщо жертва повідомить місцеву поліцію або ФБР, «вбивця» буде змушений виконати план. Цей вид шахрайства з авансовими гонорарами більше схожий на відверте вимагання, але іноді може бути запропонована винагорода у вигляді пропозиції «вбивця» вбити людину, яка замовила оригінальний удар по жертві. [2]
- Інвестиційні схеми: електронні листи з рекламою інвестицій, які обіцяють високу прибутковість з невеликим ризиком або без нього. Одна з версій шукає інвесторів, щоб допомогти створити офшорний банк. Бренд, назва та логотип Fifth Third Bank часто використовувалися в цій афері. Компанія McAfee з комп’ютерної безпеки повідомляє, що на початку вересня 2006 року понад 33% шахрайських листів з фішингом, про які повідомлялося в McAfee, використовували бренд Fifth Third Bank. [3]
- Романтична афера : зазвичай ця афера починається на сайті знайомств і швидко переміщується в особисту електронну пошту, онлайн-чат або сайт соціальних мереж. Під цією формою шахраї (удавані чоловіки чи жінки) будують онлайн-відносини, а через деякий час вони просять гроші у жертв. Вони стверджують, що гроші потрібні через те, що вони втратили свої гроші (або їхній багаж був вкрадений), їх побили або завдали будь-яких інших ушкоджень, і їм потрібно виїхати з країни, щоб полетіти до країни жертви.
- Шахрайство з вимаганням на знайомствах: після того, як людину заманюють у інтимні розмови, їм кажуть платити, якщо вони не хочуть, щоб їхні розмови були розміщені в Інтернеті, і їх називають шахраєм. Немає жодних звітів ФБР, які б вказували на те, що записи фактично видаляються після здійснення платежу. [4]
- Онлайн-довідник бізнесу: зазвичай пропонується безкоштовна підписка на неіснуючий каталог із величезною платою за технічне обслуговування дрібним шрифтом.
- Шахрайство зі свідоцтвом про смерть: людина отримає некролог з Інтернету. Дізнайтеся родичів. Отримайте їх електронні листи. Зв’яжіться з ними з фейковою історією іншого члена сім’ї, яка наближається до смерті, яка, звісно, розповідається лише двозначною мовою. Він походить з Ефіопії з тегом "makelawi" в електронному листі, але разом з ним може бути de (німецька безкоштовна електронна пошта).
- Шахрайство зі шлюбними агентствами: прикидаючись бюро перекладів або шлюбним агентством, вони насправді не перекладають електронні листи та не підключаються до справжніх наречених, а фабрикують електронні листи та створюють підроблені профілі на сайтах знайомств . Вони можуть використовувати фотографії реальних людей з інших вебсайтів. Зазвичай вони орієнтовані на чоловіків-іноземців, які шукають наречених з колишніх радянських країн . Коли жертва заручена, вони просять оплатити комунікаційні витрати, такі як переклади, голосові телефонні дзвінки, відеодзвінки, «агентські збори». Вони видають себе за наречених замість того, щоб надавати їм послуги сватання. Справжні жінки можуть не знати, що хтось використовує їхню особистість.
- Таємний покупець : передбачувану жертву просять по електронній пошті працювати як «таємний покупець», часто після того, як резюме жертви було опубліковано на сайті пошуку роботи. Після залучення жертві надсилають підроблений чек разом з інструкціями та бланками для роботи таємним покупцем. Надані інструкції, як правило, полягають у тому, щоб здійснити кілька невеликих транзакцій у сусідніх підприємствах, записуючи їхній досвід в офіційному вигляді. Універсальною є інструкція для жертви також створити значний банківський переказ із проханням оцінити досвід. Підроблений чек переводиться в готівку у фінансовій установі нічого не підозрює жертви для виконання перерахованих завдань.
- Спам про дорожні квитки : шахрайські електронні листи, в яких стверджується, що одержувачу було видано дорожній квиток. Спам, який підробив адресу електронної пошти nyc.gov, стверджується, надходить від поліції штату Нью-Йорк (NYSP). [5]
- З вуст у вуста : цей спам електронної пошти повідомляє, що анонімна особа опублікувала таємницю про одержувача і що йому потрібно сплатити комісію, щоб побачити повідомлення.
- Шахрайство з працевлаштуванням: потерпілий шукає роботу і публікує резюме на будь-якому інтернет-сайті працевлаштування. Шахрай помічає резюме та надсилає жертві електронного листа, заявляючи, що є законною службою розміщення вакансій, і стверджуючи, що має клієнта, який шукає працівника з їхніми навичками та досвідом. Жертві пропонується натиснути на посилання, щоб подати заявку на роботу. Натиснувши посилання, жертва перейде до опису посади, спеціально написаної для навичок і досвіду в резюме жертви, а також надає дуже високу зарплату та запрошує їх «натиснути тут», щоб подати заявку на роботу. Якщо потерпілий натисне посилання «подати заявку», він перейде до форми «заявки», яка просить надати звичайну інформацію про роботу, ПЛЮС номер соціального страхування жертви, дату народження, назву банку та номер рахунку, де вони захочуть, щоб їхня заробітна плата була перерахована на депозит, довідка про «родину» тощо. Маючи цю інформацію, шахрай може відкрити банківський рахунок у будь-якому онлайн-банку та використати кредит жертви для покупки товарів в Інтернеті та відправлення їх партнерам, які причетні до шахрайства.
- Шахрайство PayPal: шахрайські електронні листи, в яких стверджується, що жертві було здійснено платіж на його/її обліковий запис, однак обробка буде завершена, коли жертва надішле товар, який він/вона продає, на адресу особи. Це шахрайство здебільшого поширене при продажу товарів фізичним особам за кордоном.

## Уникнення шахрайства електронною поштою
Через широке використання вебпомилок у електронній пошті, просте відкриття електронного листа може потенційно попередити відправника, що адреса, на яку надсилається електронний лист, є дійсною адресою. Це також може статися, коли лист розпізнається як спам. У деяких випадках: якщо лист пересилається на перевірку та відкривається, відправник отримає сповіщення так само, як якщо б адресат його відкрив.
Шахрайства електронною поштою можна уникнути, якщо:
- Не відповідати на підозрілі листи.
- Зберігати адреси електронної пошти якомога таємніше.
- Використовувати фільтрування електронної пошти.
- Ігнорувати небажані листи усіх типів та видаляти їх.
- Не натискати на посилання.
- Ігнорування пропозицій з невідомих джерел, бо вміст електронного листа не є офіційною або обов’язковою угодою.

"Жертви" шахрайства не завжди звертаються за допомогою до влади через почуття сорому, провини чи збентеження.

## Дивитися також
- Поштове шахрайство
- Трюк впевненості
- Схеми швидкого збагачення
- Інтернет-шахрайство
- Відстеження електронної пошти
- Шпигунський піксель

## Зовнішні посилання
- Звіти про шахрайство електронною поштою